# Sint Willibrorduskerk (Bodegraven)

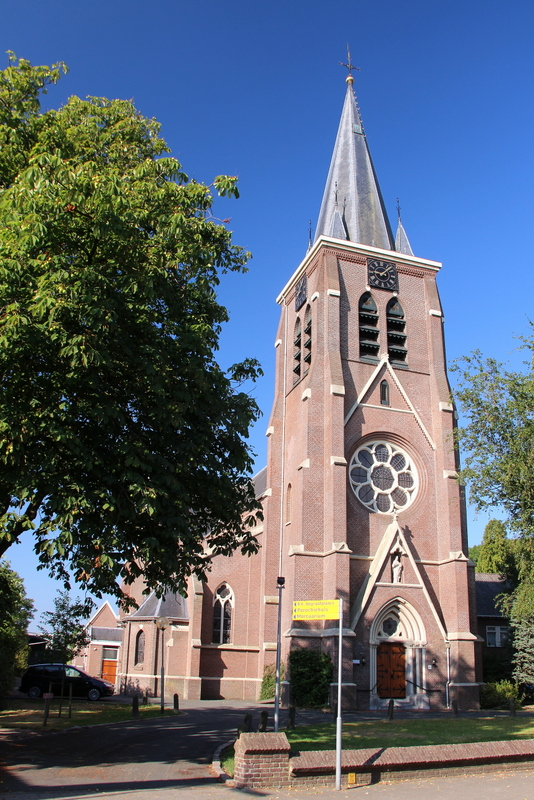
Sint-Willibrorduskirche in Bodegraven

Die Sint Willibrorduskerk ist eine römisch-katholische Pfarrkirche in der niederländischen Stadt Bodegraven. Die Kirche aus dem Jahr 1865 wurde von Pierre Cuypers entworfen und ersetzte eine ältere Schutzkirche. Die Kirche gehört zur Pfarrei Sint Jan de Doper im Bistum Rotterdam, in der unter anderem Kirchengemeinden aus Gouda, Reeuwijk, Waddinxveen und Boskoop zusammengeschlossen sind. Das Gotteshaus steht als Baudenkmal der Gemeinde Bodegraven-Reeuwijk unter Denkmalschutz.

## Geschichte
Nachdem an der alten  Dorfkirche, die dem heiligen Gallus geweiht war, die Reformation eingeführt worden und die öffentliche Ausübung des katholischen Glaubens per Gesetz verboten worden war,  beteten die Menschen, die sich zum Katholizismus bekannten, in versteckten Kirchen. Ab 1643 gab es eine sogenannte Schlupfkirche an der Overtocht, die wie die alte Dorfkirche dem Heiligen Gallus geweiht wurde.

### Neues Gebäude
Als im 19. Jahrhundert die Religionsfreiheit zunahm, wurden auch hier Pläne für eine große katholische Kirche geschmiedet. Eine wichtige Triebfeder für den Neubau war Pfarrer Willibrord van Heyningen, der 1857 Pfarrer in Bodegraven geworden war. Pierre Cuypers entwarf eine Kirche im neugotischen Stil. Damit ist diese Kirche sowohl ein frühes Beispiel für die Neogotik in den Niederlanden als auch einer der frühesten Kirchenbauten in Cuypers' Werk. Der Bau wurde 1862 begonnen und die Kirche wurde 1865 fertiggestellt. Der Pfarrer Willibrord Van Heyningen wollte jedoch den Schutzpatron der Kirche vom Heiligen Gallus in den Heiligen Willibrord, den ersten Bischof von Utrecht, umbenennen. Der damalige Bischof war gegen die Namensänderung. Schließlich setzte sich Van Heyningen durch, und die Kirche wurde 1865 von Bischof Wilmer als St.-Willibrord-Kirche geweiht.

### Brand und Wiederaufbau
Am späten Abend des 24. März 1982 brach in dem Kirchengebäude ein Feuer aus. Ein Kurzschluss in der Nähe der Orgel verursachte ein Feuer, das sich im Turm und auf dem Dach ausbreitete. Schließlich gingen die Orgel, das gesamte Dach und ein Teil des Inventars (einschließlich eines Teils der Kreuzwegstationen) in Flammen auf.
Die Restaurierung des Kirchengebäudes begann im Sommer 1982. Am Sonntag nach Ostern 1983 wurde die restaurierte Kirche in einer Feier mit dem Rotterdamer Bischof Ad Simonis feierlich eingeweiht. In den Pfingstferien 1984 wurde die Restaurierung mit der Inbetriebnahme der Orgel abgeschlossen.

## Orgel
In der Kirche steht eine Maarschalkerweerd-Orgel. Die Orgel wurde 1897 für die Dominicuskirche in Alkmaar gebaut, ebenfalls ein Werk von Pierre Cuypers. Als diese Kirche geschlossen wurde, übernahm der Kirchenvorstand von Bodegraaf, der seit dem Brand von 1982 auf der Suche nach einer neuen Orgel war, die Orgel. Das Orgelgehäuse, das 1897 von der Rotterdamer Kunstwerkstatt Gebr. Margry und Sickers angefertigt wurde, wurde ebenfalls übernommen und schmückt noch immer die Orgel. 